# Enix
Enix, japanska エニックス, var ett japanskt företag som producerade japanska TV-spel och manga. Företaget grundades av Yasuhiro Fukushima den 22 september 1975, då med namnet Eidansha Boshu Service Center (株式会社営団社募集サービスセンター, Kabushiki Gaisha Eidansha Boshū Sābisu Sentā). År 1982 bytte de namn till Enix. De är mest kända för sina spel till Super Nintendo som Terranigma och Soul Blazer. De har även fått mycket beröm för sin manga Fullmetal Alchemist. 
1 april 2003 slog Enix ihop sig med Square och bildade Square Enix.